# Volcán Callaqui
El Callaqui es un estratovolcán localizado en los Andes de la región del Biobío (Chile), en las coordenadas 37°55′0″S 71°27′0″O / -37.91667, -71.45000. Es una larga cubierta de hielo, sobre rocas volcánicas de basalto-andesita, que se extiende del nordeste al suroeste, elevándose a lo largo de una grieta de 11 km de longitud, como un edificio fisural, que alcanza hasta los 3164 m s. n. m.
Numerosos conos de ceniza y flujos de lava han hecho erupción desde respiraderos a lo largo de la gran fisura lineal.  Las fumarolas han constituido gran parte de la actividad del Callaqui.  Erupciones menores fueron reportadas en 1751, 1864 y 1937; la última fue una pequeña erupción freática en 1980.

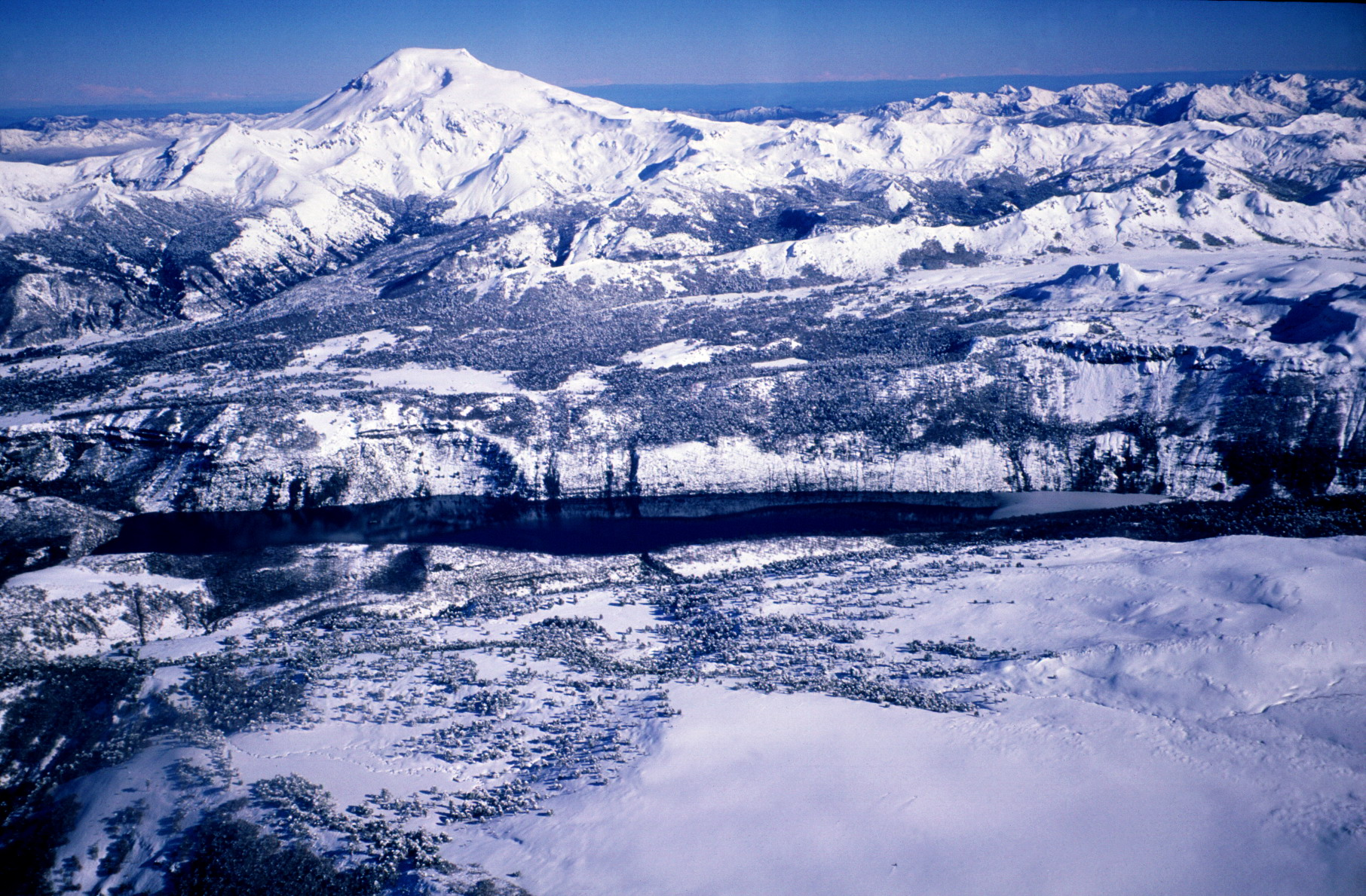
El volcán Callaqui y la laguna El Barco, desde los Andes